# Knockster Tief
Das Knockster Tief ist ein teils natürliches, teils künstlich entstandenes Gewässer im Landkreis Aurich und der Stadt Emden in Ostfriesland. Kleinere Flüsse und Kanäle werden in der Region oftmals Tief genannt. Benannt ist es nach dem Landstrich Knock am westlichsten Punkt Emdens und damit am südwestlichsten Punkt der ostfriesischen Halbinsel. Beim dortigen Siel und Schöpfwerk Knock befindet sich der Durchlass (gewissermaßen also die „Mündung“) in die Ems. Das Knockster Tief ist der Hauptvorfluter für weite Teile des südwestlichen Ostfriesland. Zusammen mit seinen Nebengewässern entwässert es ganz oder zum größten Teil die Kommunen Emden, Hinte, Krummhörn, Südbrookmerland und Samtgemeinde Brookmerland, darüber hinaus den Stadtteil Leybuchtpolder der Stadt Norden sowie kleinere Teile der Stadt Aurich und der Gemeinde Ihlow.

## Verlauf
Als hydrologischer Oberlauf des Knockster Tiefs (GKZ: 398) ist die Wiegoldsburer Riede klassifiziert (GKZ an der Quelle: 3981111), die am nordöstlichen Rand von Alt-Ekels ihren Anfang hat. Nach einem eckigen Haken (nordwest, dann südwest-, dann südostwärts) fließt sie westlich an Theene und Wiegoldsbur entlang und schlängelt sich dann als Waterkampschlot in Richtung Großes Meer in Südbrookmerland, an dem sie nördlich und (als Marschbek) westlich vorbei geleitet wird. Beim Westufer des Großen Meeres vereinigt sich dai Wiegoldsburer Riede mit einem Abfluss des Sees und einem südlich um den See geleiteten Gewässer zum Knockster Tief. Danach fließt das Flüsschen in südwestlicher Richtung bis zur Knock. Es durchströmt das Loppersumer Meer und fließt in der Folge durch die Orte Bedekaspeler Marsch (Gemeinde Südbrookmerland) sowie durch Loppersum, Suurhusen, Osterhusen und Hinte (alle in der Gemeinde Hinte, Landkreis Aurich). Südwestlich von Groß-Midlum verlässt das Knockster Tief die Gemeinde Hinte und bildet fortan die Grenze zwischen Emden und der Nachbargemeinde Krummhörn, die ebenfalls im Landkreis Aurich liegt. Auf diesem Abschnitt weitet sich das Knockster Tief, bevor es kurz vor der Einmündung in eine Bucht (Mahlbusen), die als Wasserspeicher dient, eine Breite von zirka 60 Metern erreicht. Der Mahlbusen sowie das Siel und Schöpfwerk liegen wiederum alleinig auf dem Gebiet der Stadt Emden. Das Tief nimmt in seinem Verlauf rechts- wie linksseitig diverse kleinere Kanäle auf. Von Alt Ekels bis zum Schöpfwerk ist es 31,4 km Lang.
Am 1969 eröffneten Siel und Schöpfwerk Knock endet das Knockster Tief. Es hat eine große Bedeutung für die Entwässerung Emdens sowie der nördlich der Stadt liegenden Gemeinden Hinte, Krummhörn und Südbrookmerland. Zuständig für die Entwässerung der tief liegenden Gebiete ist der I. Entwässerungsverband Emden mit Sitz in Pewsum. Er betreut eine Fläche von zirka 480 Quadratkilometern. Alle Grundstücksbesitzer im Einzugsbereich des Verbandes haben eine Abgabe an diesen zu zahlen. Damit werden die Unterhaltungsmaßnahmen für die betreuten Gewässer und für die technischen Einrichtungen zur Entwässerung bestritten.

## Namensgebung
Das Knockster Tief hatte in der Vergangenheit keinen einheitlichen Namen. Die Gewässerläufe in Ostfriesland wurden in früheren Zeiten – je nach der Nähe zu bestimmten Dörfern oder anderen geografischen Gegebenheiten – unterschiedlich benannt. Dies traf auch auf das Knockster Tief zu. Auf einem Abschnitt des Gewässers ist dies bis heute der Fall. Der Teil zwischen dem Großen Meer und dem Loppersumer Meer wird heute auch Norderriede genannt. In früheren Zeiten hieß der Abschnitt zwischen dem Loppersumer Meer und Loppersum auch Loppersumer Tief. Zwischen Westerhusen und Groß Midlum wurde das Knockster Tief auch Dwarstief genannt. Der Name stammt aus dem Plattdeutschen und bedeutet so viel wie Quertief. Dies hing mit der Fließrichtung des Gewässers zusammen: Aus dem Raum Groß Midlum stammend, verlief die Fließrichtung seinerzeit von West nach Ost, während im westlichen Ostfriesland alle natürlichen und künstlich gegrabenen Kanäle in Richtung Ems, also nach Westen, strömten. Das Dwarstief war seinerzeit noch Nebenfluss des Hinter Tiefs und floss hingegen nach Osten, daher der übersetzte Name Quertief. Nach dem Ausbau des Knockster Tiefs ist der Abschnitt, der früher das Dwarstief bildete, Teil des heutigen Gewässers, der Name Dwarstief ist daher nur noch historisch von Bedeutung.

## Geschichte

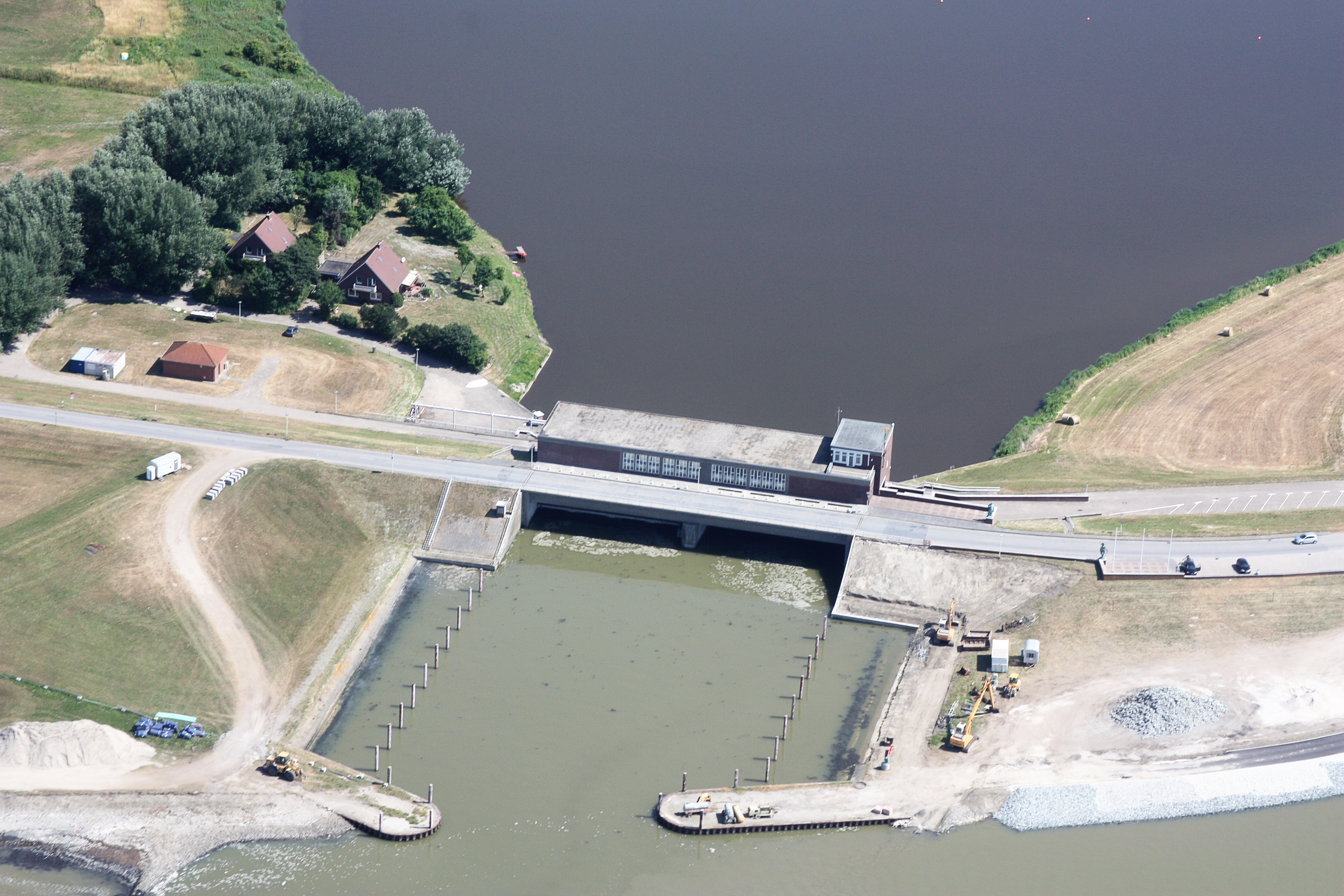
Siel- und Schöpfwerk Knock

Der Ausbau des Knockster Tiefs ist im Zusammenhang mit der sukzessiven Abschleusung des Emder Hafens zu sehen, insbesondere mit dem Bau des Ems-Jade-Kanals in den Jahren 1880 bis 1888. Das Entwässerungsgebiet verfügte bis dahin über sieben Siele, von denen allein vier in Emden lagen: das Rote Siel, das Gasthaussiel, das Neupfortsiel und das Stadtsiel. Durch den Bau der Nesserlander Schleuse in Emden, die den Hafen tidefrei und damit unabhängig vom Gezeitenstand jederzeit erreichbar machte, konnten diese vier Siele ihre Funktion für die Entwässerung nicht mehr übernehmen. Es war daher nötig, die Entwässerung des Raumes nördlich von Emden neu zu regeln. Zu diesem Zweck wurde das Knockster Tief ausgebaut.
Bis dahin entwässerte das kleine Siel an der Knock lediglich den Raum zwischen Rysum und Wybelsum. Die ihm zuführenden Tiefs standen bereits seit der Weihnachtsflut 1717 nicht mehr in Verbindung zu den anderen Entwässerungskanälen der Krummhörn. Daher wurde 1880/81 ein neues, größeres Siel und Schöpfwerk gebaut und eine künstliche Verbindung zum Hinterland geschaffen: Zwischen der Knock und der Einmündung des Pewsumer und Groothusener Tiefs in das Larrelter Tief entstand das heutige Knockster Tief. Außerdem wurde zwischen der genannten Einmündung des Pewsumer Tiefs und dem Dwarstief südlich von Groß Midlum eine Verbindung gegraben: Seither besteht die heutige Verbindung von der Knock bis in den Raum Hinte. Während der Abschnitt zwischen dem Hauptort Hinte und dem Großen Meer noch bis in die 1960er-Jahre Loppersumer Tief genannt wurde, heißt der gesamte Gewässerverlauf bis zum Großen Meer heute Knockster Tief.

## Nebengewässer
Im Norden von Loppersum nimmt das Knockster Tief das Alte Greetsieler Sieltief auf, das die Verbindung zu dem gleichnamigen Sielort darstellt. Südlich davon fließt das Suurhuser Tief ein, das als Nebentief den Ortskern von Suurhusen an das Knockster Tief anbindet. Ein kurzer Stichkanal verbindet den Ortskern von Osterhusen mit dem Knockster Tief. Im Ortskern von Hinte nimmt das Knockster Tief das Neue Greetsieler Sieltief auf und verschwenkt dann für einige hundert Meter in südliche Richtung. Dort strömt – aus Richtung Süden kommend – das Hinter Tief ein, das die Verbindung zum Kanalsystem der Stadt Emden darstellt. Das Knockster Tief verschwenkt sodann in westsüdwestliche Richtung, wo bei Westerhusen ein Stichkanal zum nördlich des Tiefs gelegenen Dorfkern existiert. Unmittelbar dahinter fließt aus südlicher Richtung der Stadtwykschloot zu, der die unter Normalnull gelegenen Ländereien entwässert. Weiter westlich zweigt das Groß Midlumer Tief vom Knockster Tief ab und bindet den gleichnamigen Ort in der Gemeinde Hinte an. Südwestlich von Groß Midlum werden die Ländereien des längst trockengelegten Uhlsmeeres von einem Stichkanal entwässert. Da die Ländereien unter Normalnull liegen, ist dazu ein Unterschöpfwerk nötig. Nahe dem Gehöft Doodshörn in der Gemarkung Twixlum (zur Stadt Emden gehörig) nimmt das Knockster Tief das Pewsumer Tief auf, das aus Richtung Norden zufließt. Hinter diesem Zufluss ändert das Knockster Tief seinen Verlauf in Richtung Südwest. Aus Richtung Westen wird danach das Groothusener Tief aufgenommen. Nordwestlich des Gehöfts Bartshausen nimmt das Knockster Tief von rechts (Westen) das Loquarder Tief auf, von links in gleicher Höhe das Larrelter Tief, das aus Richtung Larrelt/Twixlum zufließt. Unmittelbar vor dem Mahlbusen, der dem Siel und Schöpfwerk Knock vorgelagert ist, fließt von rechts (West) die Alte Maar (auch Altes Tief genannt) aus Richtung Rysum zu. Bei diesem Gewässer handelt es sich um das ursprüngliche Entwässerungsgebiet der Knock vor dem Ausbau in den 1880er-Jahren. In Richtung Süden fließt schließlich noch der Seitenarm des Knockster Tiefs, der bis zur Eröffnung des neuen Schöpfwerks an der Knock im Jahre 1969 als Abfluss in Richtung Ems diente.

## Wirtschaftliche Bedeutung

### Früherer Warentransport
In der Vergangenheit war das Gebiet der heutigen Gemeinden Hinte, Krummhörn und in Teilen auch die (Samt-)Gemeinden Brookmerland und Südbrookmerland in hohem Maße vom Bootsverkehr auf den Kanälen abhängig, da die Wege bis ins frühe 20. Jahrhundert nur schlecht ausgebaut oder überhaupt nicht vorhanden waren. Dies lag zum einen an den schwierigen Boden- und Entwässerungsverhältnissen, zum anderen auch an finanziellen Mängeln. Für das 18. Jahrhundert wird beispielsweise über den Landweg berichtet: „Von Emden nach Greetsiel. Der Weg führt über Harsweg, Hinte, Wichhusen, Cirkwehrum, Damhusen, Dykhusen, Visquard und Appingen nach Greetsiel. Länge 3 1/2 Stunden. Der Weg verläuft ganz auf Kleiboden. Er ist zwischen Hinte und Harsweg, Dykhusen und Appingen niedrig und wird häufig bei hohem Winterwasser überschwemmt.“ Die Dörfer und die an das Kanalsystem angeschlossenen Höfe waren per Boot auf den Kanälen besser erreichbar als per Pferd und Kutsche.
Die Verbindung über das Knockster Tief und seine Seitenkanäle bestand zur Seehafenstadt Emden und zum Hafenort Greetsiel. Besonders der Bootsverkehr mit Emden war von Bedeutung. Dorfschiffer übernahmen die Versorgung der Orte mit Gütern aus der Stadt und lieferten in der Gegenrichtung landwirtschaftliche Produkte: „Vom Sielhafenort transportierten kleinere Schiffe, sog. Loogschiffe, die umgeschlagene Fracht ins Binnenland und versorgten die Marschdörfer (loog = Dorf). Bis ins 20. Jahrhundert belebten die Loogschiffe aus der Krummhörn die Kanäle der Stadt Emden.“ Aus der Stadt kamen Investitionsgüter und Waren, die in den Dörfern nicht erhältlich waren, im Gegenzug lieferten die Dörfer landwirtschaftliche Produkte. Darunter war unter anderem auch Dung, der in die Moorkolonien Ostfrieslands weiterverschifft wurde, wo er als Dünger für die kargen Böden diente.

### Entwässerung
Das Knockster Tief ist der Hauptvorfluter für weite Teile des südwestlichen Ostfriesland. Zusammen mit seinen Nebengewässern entwässert es ganz oder zum größten Teil die Kommunen Emden, Hinte, Krummhörn, Südbrookmerland und Samtgemeinde Brookmerland. Zuständig für die Unterhaltung des Knockster Tiefs und seiner Nebengewässer ist der I. Entwässerungsverband Emden mit Sitz in Pewsum, dem Hauptort der Krummhörn. Weite Teile des Verbandsgebietes liegen unter Normalnull, so dass ohne ausreichende Entwässerung bei anhaltenden Niederschlägen  jene Gebiete unter Wasser stehen würden.

### Tourismus
Das Knockster Tief hat heute für den Warentransport keinerlei Bedeutung mehr. Jedoch wird es von Wassersportlern (Kanuten, Bootfahrern) in ihrer Freizeit genutzt. Allerdings besteht am Siel und Schöpfwerk Knock kein unmittelbarer Zugang zur Ems, da es dort keine Schleuse gibt. Die Verbindung zur Hochsee kann daher nur über Emden erfolgen. Der Mahlbusen ist zudem als Surfrevier beliebt, am Ufer befindet sich auch der einzige Campingplatz auf Emder Stadtgebiet.